# Khlong San
Khlong San est l’un des 50 khets de Bangkok, Thaïlande.

## Points d'intérêt

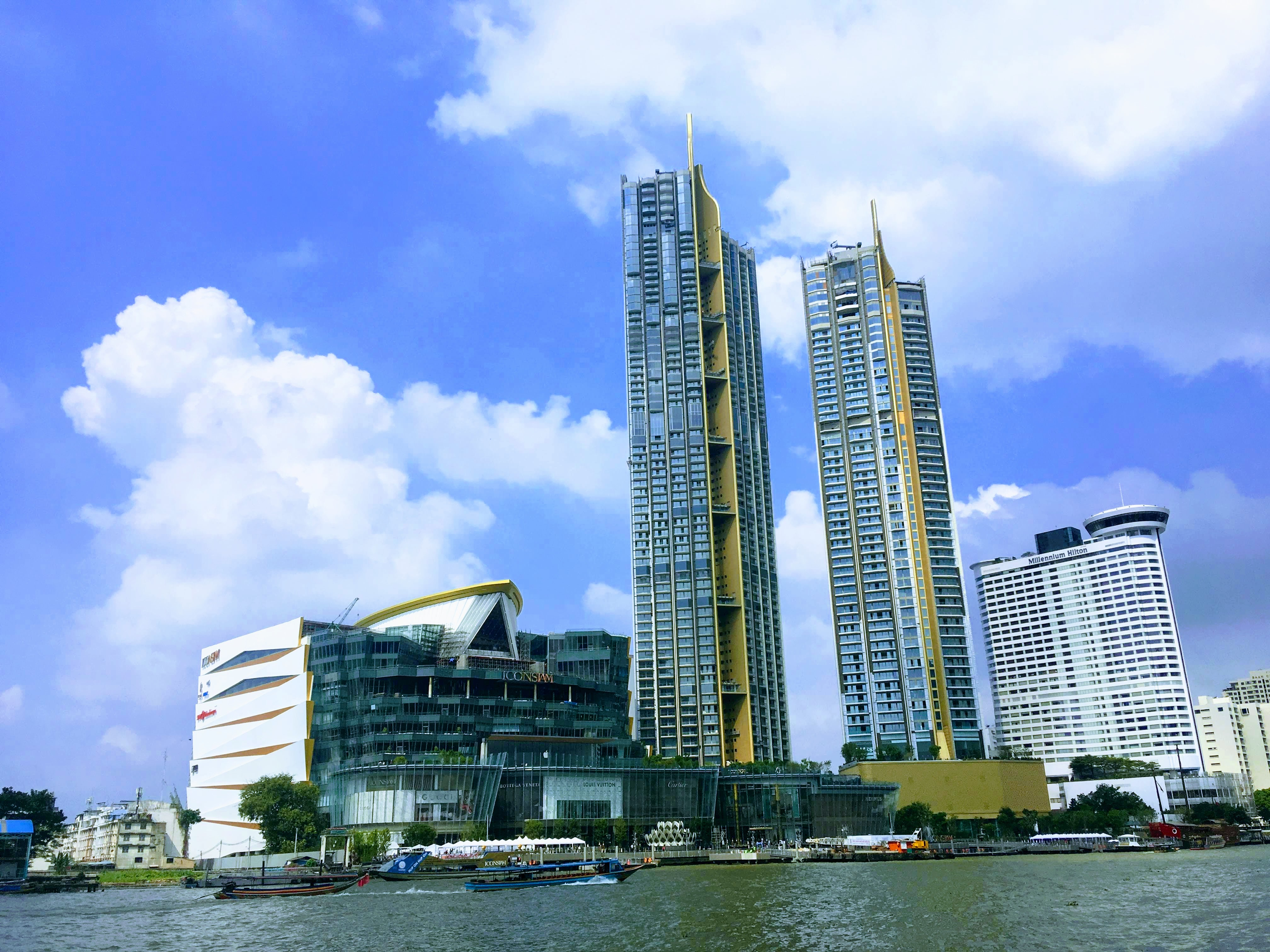
Iconsiam et le plus haut gratte-ciel de Bangkok, le Magnolia Waterfront Residences (318 m)

- Iconsiam[1], un ensemble architectural incluant un centre commercial et deux gratte-ciel résidentiels de luxe dont le Magnolia Waterfront Residences (318 m), le plus haut immeuble de Bangkok et de la Thaïlande